# Río Jeta
El río Jetá (también transcrito como Kheta o Cheta; en ruso: Хета́ es un río) ruso localizado en el krai de Krasnoyarsk, una de las fuentes, por la izquierda, del río Játanga, que a su vez desagua en el mar de Láptev. Tiene una longitud de 604 km, y drena una gran cuenca de unos 100.000 km² (una extensión similar a la de países como Corea del Sur, Hungría o Islandia).
Administrativamente, el río Jetá discurre por el krai de Krasnoyarsk de la Federación de Rusia.

## Geografía
El río Jetá nace de la confluencia de los ríos Ayán (de 181 km) y Ajakli (de 181 km), que tienen sus fuentes en las meseta de Putorana. Discurre en su primer tramo por la elevada meseta de Putorana y luego se dirige, en dirección Noreste, recorriendo la llanura de Siberia Septentrional, hasta unirse, en las proximidades de la localidad de Játanga (275 hab. en 2020), al río Kotuy. Ambos ríos dan nacimiento al río Játanga, que tras un corto recorrido (227 km), desagua en el mar de Láptev. 
Sus principales afluentes son:
- km 69: Bol. Rassomashya (Бол. Рассомашья), con una longitud de 167 km y una cuenca de 1720 km²;
- km 143: río Maimechá (Маймеча (Медвежье), por la derecha, con una longitud de 650 km y una cuenca de 26.500 km²;
- km 218: Bol. Romanija (Бол. Романиха), con una longitud de 218 km y una cuenca de 5060 km²;
- km 278: Boyarka (Боярка), por la derecha, con una longitud de 56 km y una cuenca de 7470 km²;
- km 327:  (Ледяная), con una longitud de 150 km y una cuenca de 1750 km²;
- km 374: Boganida (Боганида), por la izquierda, con una longitud de 366 km y una cuenca de 10700 km²;
- km 415:  Volochanka (Волочанка), por la izquierda, con una longitud de 165 km y una cuenca de 2800 km²;
- km 604:  río Ajakli (Аякли), con una longitud de 181 km y una cuenca de 15900 km²;

El río está congelado, por lo general, desde finales de septiembre-principios de octubre hasta finales de mayo-principios de junio.